# United States ex rel. Gerald Mayo v. Satan and His Staff
 (septembre 2022).
United States ex rel. Gerald Mayo v. Satan and His Staff, 54 FRD 282 (WDPa . 1971), est une affaire judiciaire portée devant un tribunal fédéral dans laquelle un prisonnier intente une action en justice contre Satan et ses serviteurs devant un tribunal de district des États-Unis. Le statut de recours collectif de l'affaire est rejeté pour des motifs de procédure.

## Plainte
Gerald Mayo, un détenu de 22 ans au Western Penitentiary de Pittsburgh, Pennsylvanie porte plainte devant le tribunal de district des États-Unis pour le district ouest de Pennsylvanie. Dans cette plainte, il allègue que « Satan a à de nombreuses reprises causé la misère du plaignant, l'a menacé sans justification, contre sa volonté, et que Satan a placé des obstacles délibérés sur son chemin pour causer la chute du plaignant. » et l'a donc « privé de ses droits constitutionnels » en violation du Code des États-Unis. 
Mayo fait recours in forma pauperis ; c'est-à-dire qu'il affirme qu'il n'est pas en mesure de payer les frais associés à sa poursuite et qu'ils doivent donc être annulés. Mayo décide d'intenter une action en justice contre Satan et ses serviteurs, qui sont une force externe sur laquelle la prison n'a aucun contrôle.

## La décision
Dans sa décision, le juge du tribunal de district des États-Unis, Gerald J. Weber, note d'abord que la situation juridictionnelle n'est pas claire. Bien qu'aucune affaire précédente ne soit intentée par ou contre Satan et qu'aucun précédent officiel n'existe, Weber fait remarquer en plaisantant qu'il y a un « récit non officiel d'un procès dans le New Hampshire où ce défendeur a déposé une action en forclusion hypothécaire en tant que demandeur », une référence à la nouvelle de 1936, « Le Diable et Daniel Webster » de Stephen Vincent Benét. Le juge Weber suggère que le Diable, qui prétend dans cette histoire être un Américain, s'il comparaît, aurait pu être empêché de faire valoir un manque de compétence personnelle. Dans ce contexte, le tribunal note que Satan était un prince étranger, mais n'a pas eu l'occasion de se demander si, s'il était poursuivi en tant qu'accusé, il pourrait revendiquer l'immunité diplomatique contre les poursuites.
Le juge Weber note que trois des quatre conditions requises pour un recours collectif sont remplies, mais il n'est pas en mesure de déterminer si Mayo représente adéquatement le groupe et que, par conséquent, l'affaire ne peut pas poursuivre.
Enfin, le juge note que Mayo n'a pas fourni d'instructions au United States Marshals Service quant à la citation.
Citant les motifs qui précèdent, le tribunal a rejeté la demande de procéder in forma pauperis. Le tribunal doute aussi de la nécessité d'agir en raison de la plainte qui ne donne aucune indication quant au lieu de résidence du plaignant.

## Précédent créé
Cette affaire sert à enseigner aux étudiants en droit les exigences nécessaires à la signification des actes de procédure. Le manuel Civil Procedure Cases, Materials, and Questions 8th Edition de Freer et al. le cite dans le troisième chapitre, en déclarant 
Lorsque le bureau du maréchal sert le processus, le plaignant peut être tenu d'instruire le maréchal sur la façon de le faire. Dans Mayo c. Satan & his staff, 54 FRD 282 (WD Pa. 1971), le tribunal a rejeté l'affaire parce que le plaignant n'a pas fourni une telle aide lorsqu'il a demandé au marshal de donner une citation au diable lui-même.